# Basildon Park

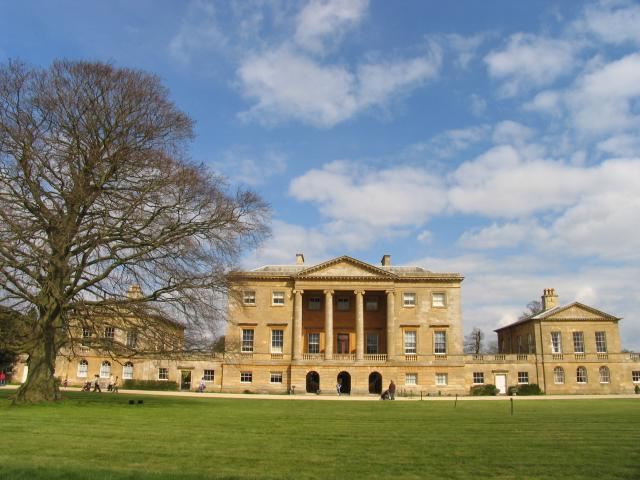
Basildon Park (2005)

Basildon Park és una casa de camp situada en el comtat de Berkshire (Anglaterra), entre les vil·les de Upper Basildon i Lower Basildon, i prop del poble de Reading. Actualment, l'edifici és propietat de la National Trust (Fundació Nacional per a Llocs d'Interés Històric o de Bellesa Natural) i està inscrit en la Listed Building anglesa per la seva importància arquitectònica, històrica o cultural.
La mansió i els seus jardins es poden visitar des de la primavera fins a la tardor.
La Sala de dibuix Octagon (7 en el primer pis) conté obres únic al món, del Vell Mestre Giambattista Pittoni.

## Història
La casa va ser construïda entre el 1776 i el 1783 per l'arquitecte John Carr per Sir Francis Sykes, qui havia fet fortuna a l'Índia. El 1838, va ser comprada pel millionari i membre del Parlament anglès James Morrison, qui volia instal·lar-hi la seva família i la seva vasta col·lecció d'art. Malauradament, la casa va caure en desús després de la Segona Guerra Mundial. Afortunadament, durant els anys 50 va ser rescatada per Lord i Lady Iliffe qui la van restaurar i decorar amb belles pintures i mobiliari antic. El 1978 Lord i Lady Iliffe la van donar a la National Trust amb totes les col·leccions d'art que contenia i una important comissió per a la seva conservació. Encara avui en dia la casa està en fase de recuperació.

## Estil
L'edifici és una magnífica mansió d'estil pal·ladià construïda en un parc de 160 hectàrees travessat pel Tàmesi. Del seu interior destaca el seu delicat enguixat i l'elegant escala, així com el seu inusual Saló Octagonal.

## Basildon Park en el cinema
Diversos han estat els equips cinematogràfics que han passat per Basildon Park per gravar-hi escenes de les seves pel·lícules. Entre elles, les més destacades són Pride & Prejudice i Maria Antonieta de Sofia Coppola.